# Francuska ženska vaterpolska reprezentacija
Francuska ženska vaterpolska reprezentacija predstavlja državu Francusku u športu vaterpolu.

## Nastupi na velikim natjecanjima

### Europska prvenstva
- 1985.: 7. mjesto
- 1987.:  bronca
- 1989.:  bronca
- 1991.: 4. mjesto
- 1993.: 5. mjesto
- 1995.: 5. mjesto
- 1997.: 8. mjesto
- 1999.: 8. mjesto
- 2001.: 8. mjesto
- 2008.: 8. mjesto
- 2014.: 7. mjesto
- 2016.: 7. mjesto
- 2018.: 7. mjesto
- 2020.: 7. mjesto